# Административна подела Португалије
Република Португалија уставом је одређена као децентрализована држава. Међутим, суштински држано устројство и даље ограничава многе елементе преноса власти са државног нивоа на ниже.
У Португалији су законом предвиђена три нивоа месне самоуправе:
- Први, највиши ниво је регионални - покрајине, који није у потпуности спроведен, па су данас као аутономне покрајине образоване само острвске покрајине Мадеира и Азорска острва;
- Други ниво је окружни, којим је копнени део државе подељен на 18 округа;
- Трећи ниво је општински - постоји 308 општина, које се даље деле на насеља.

## Покрајине
Иако су Законом из 1998. г. предвиђена подела целе државе на покрајине - регије (порт. Regiãos), ово до данас није спроведено. Првобитно је била предвиђена подела на 8 покрајина, али се данас говори о 5 покрајина:
1. Алгарве (Algarve)
2. Алентежо (Alentejo)
3. Лисабон и долина Тежа (Lisboa e Vale do Tejo)
4. Северна Португалија (Norte)
5. Средишња Португалија (Centro)

Последњих година поново се доста расправља о увођењу покрајина, посебно везано за неделотворан склоп округа.

### Аутономне покрајине
У оквиру Португалије данас постоје две аутономне покрајине (порт. Regiões Autónomas):
1. Мадеира и
2. Азорска острва.

Обе аутономне покрајине су образоване 1976. г. Мада су по обиму и величину приближне окрузима, оне су, сходно свом острвском положају и удаљености од остатка државе, са много ширим надлежностима и овлашћењима. На основу тога и Мадеира и Азорска острва имају широку самоуправу са покрајинском скупштином и председником, као и сопствени статут и законе.

## Окрузи
Копнени део Португалије је подељен на 18 округа (порт. Distritos), који носе називе називе градова-седишта. Окрузи су уведени 1835. г., а данас се често сматрају превазиђеним моделом подручне поделе државе. Окрузи су релативно уједначени по величини површине и по броју општина.
Окрузи су (број одговара слици):
| - Авеиро - 12 - Бежа - 5 - Брага - 17 - Браганца - 14 - Вијана до Кастело - 18 - Визеу - 13 | - Вила Реал - 15 - Гварда - 9 - Евора - 7 - Кастело Бранко - 10 - Коимбра - 11 - Леирија - 2 | - Лисабон - 1 - Порталегре - 8 - Порто - 16 - Сантарем - 3 - Сетубал - 4 - Фаро - 6 |

## Општине
Данас главни облик децентрализоване управе Португалије јесте општина (порт. Município) или, свакодневно, савет (порт. concelho). Укупно постоји 308 општина, које најчешће носе име града или варошице, која је њено седиште. Оне се даље деле на 4.261 насеље.
За разлику од округа код општина постоје велике разлике у величини, броју становника, броју насеља, броју градских насеља, степену урбанитета (градске или „обичне"), старости (неке са традицијом и више од 900 година). Без обзира на све разлике, општине имају значајну самосталност и тренутно представљају „стуб“ децентрализације у држави.

## Остали појмови подручне поделе
Поред наведеног, португалско законодавство познаје и следеће појмове, који немају никакве елементе самоуправе:
- Велика градска целина (порт. Grande Área Metropolitana) - 7 целина,
- Градске заједница (порт. Comunidades Urbanas) - 12 целина,
- Град - 156 градова,
- Варошица (порт. Vila) - 533 варошице,
- Месна заједница (порт. Freguesia) - 4.261 месних заједница, које могу предсатвљати и засебна насеља (села) и делове насеља (четврти градова и варошица).